# Trần Quyết Thắng
Trần Quyết Thắng (sinh năm 1957) là một chính khách Việt Nam. Ông từng đảm nhận các chức vụ: Phó Chủ tịch Ủy ban nhân dân tỉnh Hà Tĩnh và Cục trưởng Cục Quản trị A thuộc Văn phòng Trung ương Đảng Cộng sản Việt Nam.

## Xuất thân và học vấn
Trần Quyết Thắng sinh ngày 24 tháng 3 năm 1957. Quê quán: xã Tiên Điền, huyện Nghi Xuân, tỉnh Hà Tĩnh. Tại Tiên Điền, các dòng họ Nguyễn, họ Đặng, họ Hà, họ Trần là những dòng họ đã sản sinh nhiều người tài cao, chí lớn, không chỉ học giỏi, đỗ đạt mà còn có nhiều công nghiệp lớn.
Hồi còn học ở trường huyện, Trần Quyết Thắng đạt giải nhất trong kỳ thi chọn học sinh giỏi môn Toán lớp 7 toàn tỉnh Hà Tĩnh. Lên cấp 3, ông vào học tại Khối phổ thông chuyên toán, Trường Đại học Sư phạm Vinh.
Ông là đảng viên Đảng Cộng sản Việt Nam vào năm 1987; có bằng Cao cấp lý luận chính trị vào năm 1999 và hoàn thành Chương trình bồi dưỡng kiến thức quốc phòng, an ninh tại Học viện Quốc phòng vào năm 2001.
Ông tốt nghiệp giáo dục phổ thông (10/10) vào năm 1973, tốt nghiệp Đại học Sư phạm Vinh vào năm 1980, bảo vệ luận án Tiến sĩ tại Hội đồng Trường Đại học Bách khoa Hà Nội và được cấp bằng vào năm 1994.

## Sự nghiệp
Năm 1975, lúc đang còn học năm thứ 2 của trường Đại học Sư phạm Vinh, ông gia nhập quân đội theo lệnh Tổng động viên của Nhà nước. Năm 1977, xuất ngũ, ông về học tiếp đại học và sau đại học tại Khoa Toán, trường Đại học Sư phạm Vinh.
Từ năm 1982, ông làm giảng viên Khoa Toán - Trường Đại học Sư phạm Vinh. Sau đó ông làm Nghiên cứu sinh chuyên ngành Toán tại Đại học Bách khoa Hà Nội. Từ năm 1994 dến năm 1996, ông làm Phó Chủ nhiệm Khoa Toán - Trường Đại học Sư phạm Vinh.
Năm 1997, theo yêu cầu của Tỉnh ủy Hà Tĩnh, ông được điều động về tỉnh Hà Tĩnh làm Phó Giám đốc Sở Giáo dục - Đào tạo. Năm 2001, tại Đại hội Đảng bộ Đảng Cộng sản Việt Nam tỉnh Hà Tĩnh lần thứ XV, ông được bầu làm Ủy viên Ban Chấp hành Đảng bộ tỉnh. Sau đó, ông được Hội đồng Nhân dân tỉnh Hà Tĩnh khóa XIV bầu, được Thủ tướng Chính phủ Phan Văn Khải phê chuẩn làm Phó Chủ tịch Uỷ ban Nhân dân tỉnh  phụ trách khối Văn Xã. Ông được Liên hiệp các Hội Khoa học và Kỹ thuật tỉnh Hà Tĩnh bầu làm Chủ tịch. Trong thời gian này ông đã nhiều lần sang Cộng hòa Dân chủ Nhân dân Lào để đưa hài cốt các chiến sĩ quân tình nguyện Việt Nam hy sinh tại Lào về an táng tại Nghĩa trang liệt sĩ ở Hà Tĩnh. Ông còn kiêm Trưởng Ban chỉ đạo Ban chuẩn bị dự án thành lập Trường Đại học Hà Tĩnh.
Từ tháng 6 năm 2004, thực hiện chủ trương của Trung ương về luân chuyển cán bộ lãnh đạo và quản lý, ông được Ban Thường vụ Tỉnh ủy Hà Tĩnh điều động luân chuyển về làm Bí thư Huyện ủy Thạch Hà, Tại cuộc bầu cử Hội đồng Nhân dân tỉnh Hà Tĩnh khóa XV, ông đã trúng cử làm đại biểu Hội đồng nhân dân tỉnh .
Tháng 8 năm 2005, ông được điều động ra Văn phòng Trung ương Đảng, lần lượt làm: Chuyên viên cao cấp, Phó Vụ trưởng, Hàm Vụ trưởng Vụ Địa phương 1. Năm 2009: Ông được bổ nhiệm làm Vụ trưởng Vụ Tổ chức - Cán bộ, Văn phòng Trung ương Đảng. Tại Đại hội Đảng bộ Văn phòng Trung ương Đảng nhiệm kỳ 2010-2015, ông trúng cử Ban Chấp hành và được bầu vào Ban Thường vụ Đảng ủy.
Năm 2012, ông được điều động và bổ nhiệm làm Cục trưởng Cục Quản trị A, Văn phòng Trung ương Đảng. Thời gian này ông là người tham gia phục vụ trực tiếp Tổng Bí thư Ban Chấp hành Trung ương Đảng Cộng sản Việt Nam Nguyễn Phú Trọng.
Tháng 3 năm 2017, ông nghỉ hưu tại Hà Nội.

## Khen thưởng
Ông đã được Nhà nước tặng thưởng: 
- Huân chương Lao động hạng Nhất (2016)[18][19]
- Huân chương Lao động hạng Ba (2011)[20]